# Marlene Strand
Marlene Louise Strand (alt. endast Marlene eller Marlene ∞), född 1 juni 1986 i Jonsereds kyrkobokföringsdistrikt, Göteborgs och Bohus län, är en svensk sångerska och låtskrivare. 
Strand är uppvuxen i Huskvarna och har spelat piano sedan sjuårsåldern. Utöver den egna musiken hon släppt,  har hon även medverkat på andras spår, exempelvis på Silvana Imams singel För Evigt.
2019 bildade hon duon Pure Shores tillsammans med sångerskan Ji Nilsson. Samma år släppte de singlarna Rushing och You Don't Wanna Know som följdes upp 2020 av singeln Like A Fool.

## Diskografi[5]

### EP
| År   | Titel         | Spår                                                                                              | Albumdetaljer                                                               |
| ---- | ------------- | ------------------------------------------------------------------------------------------------- | --------------------------------------------------------------------------- |
| 2014 | Indian Summer | * Indian Summer * Bon Voyage * I Do This for You * Stay Awake * Lavender Fields                   | * Släppt: 16 maj 2014 * Skivbolag: Sony Music * Format: Digital nedladdning |
| 2017 | Sweet         | *Aurora *Sweet *Next to me *Beautiful life *No other place *Don't you worry *New love *All I want |                                                                             |

### Singlar
| År   | Titel                             |
| ---- | --------------------------------- |
| 2013 | Bon Voyage                        |
| 2014 | Stay Awake                        |
| 2014 | Love You Anyway (med Ji Nilsson ) |
| 2016 | All I want                        |